# Богословка (Омский район)
Богословка — село в Омском районе Омской области. Административный центр Богословского сельского поселения.

## История
Основано в 1849 г. В 1928 г. село Богословское состояло из 312 хозяйств, основное население — русские. Центр Богословского сельсовета Корниловского района Омского округа Сибирского края.

## Население
| 2006 | 2010  | 2013  |
| ---- | ----- | ----- |
| 1453 | ↘1438 | ↗1658 |